# No Way Out of Texas: In Your House
No Way Out of Texas: In Your House foi um evento pay-per-view realizado pela World Wrestling Federation, ocorreu no dia 15 de fevereiro de 1998 no no Compaq Center na cidade de Houston, Texas. Esta foi a primeira edição da cronologia do No Way Out e a 21ª do In Your House.

## Resultados
| #                           | Lutas | Estipulação                                                    | Tempo |
| --------------------------- | --- | -------------------------------------------------------------- | ----- |
| 1                           | The Headbangers (Mosh e Thrasher) derrotaram Goldust e Marc Mero | Tag Team match                                                 | 13:54 |
| 2                           | Taka Michinoku (c) derrotou Pantera | Singles match pelo WWF Light Heavyweight Championship          | 10:11 |
| 3                           | The Godwinns (Henry e Phineas) derrotaram The Quebecers (Jacques Rougeau e Pierre Oullet)                                                                                            | Tag Team match                                                 | 11:14 |
| 4                           | Justin Bradshaw derrotou Jeff Jarrett (c) (com Jim Cornette) por desqualificação. | Singles match pelo NWA North American Heavyweight Championship | 08:59 |
| 5                           | Ken Shamrock, Ahmed Johnson, e The Disciples of Apocalypse (Chainz, Skull, e 8-Ball) derrotaram The Nation of Domination (The Rock, Faarooq, D'Lo Brown, Kama Mustafa, e Mark Henry) | Ten-Man Tag Team 'War of Attrition' match                      | 13:46 |
| 6                           | Kane derrotou Vader | Singles match                                                  | 10:59 |
| 7                           | Steve Austin, Owen Hart, Cactus Jack, e Chainsaw Charlie derrotaram Triple H, Savio Vega e New Age Outlaws (Billy Gunn e Road Dogg) (com Chyna)                                      | Non-Sanctioned Eight-Man Tag Team match                        | 17:41 |
| (c) - Campeão antes da luta | |                                                                |       |